# 第七次イゾンツォの戦い
第七次イゾンツォの戦い（Seventh Battle of the Isonzo）とは、第一次世界大戦中のイタリア戦線で、イタリアとオーストリアの間で発生した戦い。11回のイゾンツォ攻勢で最も短く、3日間しか行われなかった。

## 戦闘前
1916年9月14日から17日から戦われた第七次イゾンツォ攻勢は、最初から短期的な作戦として立案された。ルイージ・カドルナ将軍はゴリツィア橋頭堡を強化する為、ゴリツィア市外周部の北東部に対して攻撃を行った。

## 戦闘開始
戦いは先の第六次イゾンツォの戦いの様に大きな勝利に結び付く事はなかった。3日後に攻撃は終わったが、それでもイタリア陸軍の砲兵隊はオーストリア軍の陣地に的確な攻撃を行い、彼らの戦力を磨り減らした。戦いも佳境に入り始めたこの頃、イタリア陸軍の人海戦術による消耗戦が漸く効果を上げはじめたのである。オーストリア軍は深刻な戦力不足に苦しみ始め、ドイツ軍に救援要請を繰り返す様になった。

## 他の戦闘
- 第一次イゾンツォの戦い - 1915年6月23日 - 7月7日
- 第二次イゾンツォの戦い - 1915年7月18日 - 8月3日
- 第三次イゾンツォの戦い - 1915年10月18日 - 11月3日
- 第四次イゾンツォの戦い - 1915年11月10日 - 12月2日
- 第五次イゾンツォの戦い - 1916年3月9日 - 3月17日
- 第六次イゾンツォの戦い - 1916年8月6日 - 8月17日
- 第八次イゾンツォの戦い - 1916年10月10日 - 10月12日
- 第九次イゾンツォの戦い - 1916年11月1日 - 11月4日
- 第十次イゾンツォの戦い - 1917年3月12日 - 6月8日
- 第十一次イゾンツォの戦い - 1917年8月19日 - 9月12日
- カポレットの戦い - 1917年10月24日 - 11月9日（第一二次イゾンツォの戦いとも言う）